# أليكس غاريدو
أليكس غاريدو كانيزاريس (بالإسبانية: Aleix Garrido Cañizares) (مواليد 22 فبراير 2004) هو لاعب كرة قدم إسباني محترف يلعب كلاعب خط وسط لفريق برشلونة أتليتيك.

## المسيرة الكروية
وُلد غاريدو في ريبول، جيرونا في إقليم كاتالونيا، وانضم إلى أكاديمية برشلونة في عام 2012.
شارك لأول مرة مع الفريق الرديف في 9 يناير 2022، في الدوري الإسباني الدرجة الثالثة. سجل هدف فريقه الوحيد في المباراة التي خسرها الفريق بنتيجة 2-1 على أرضه أمام بيتيس ديبورتيفو.
استدعي غاريدو لأول مرة للفريق الأول لبرشلونة في مباراة بالدوري الإسباني ضد إلتشي، حيث شارك في المباراة التي انتهت بفوز الفريق 4-0، حيث دخل بديلاً لأنسو فاتي. بعد المباراة، أشاد المدرب تشافي هيرنانديز بقدراته ووصفه بأنه يتمتع بموهبة فنية عالية.

## المسيرة الدولية
مثّل غاريدو منتخب إسبانيا على المستوى الدولي للفئات السنية.

## الأوسمة
برشلونة
- الدوري الإسباني: 2022–23 [6]